# Spirostreptus tetricus
Spirostreptus tetricus är en mångfotingart som beskrevs av Carl Graf Attems 1934. Spirostreptus tetricus ingår i släktet Spirostreptus och familjen Spirostreptidae. Inga underarter finns listade i Catalogue of Life.